# فیل سفید

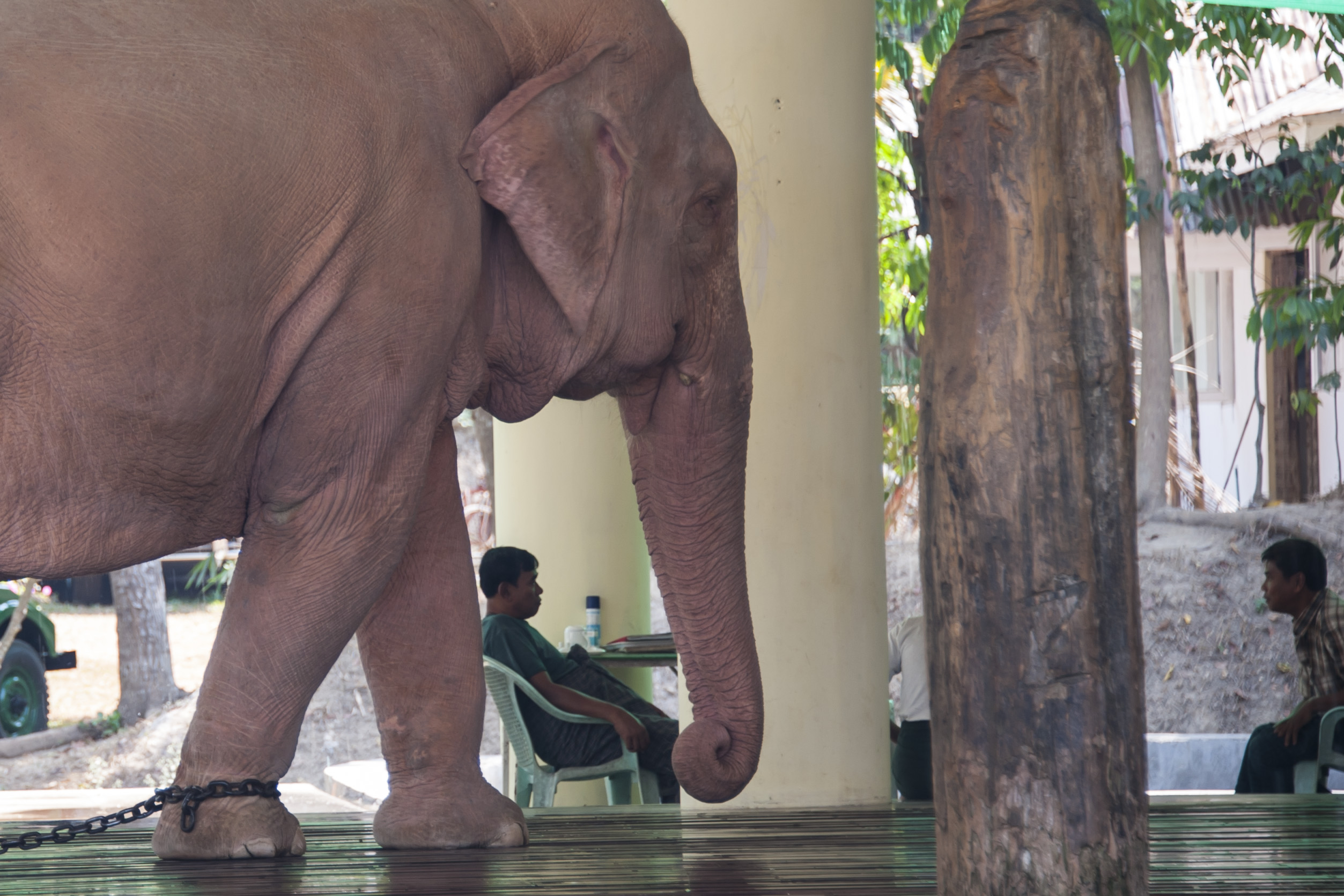
یک فیل سفید در خارج از یانگون در سال ۲۰۱۳ میلادی.

فیل سفید اصطلاحی است که برای اشاره به دارایی‌هایی به کار می‌رود که مالک آن‌ها نمی‌تواند به‌سادگی از بندِ آن‌ها رها شود و در عین حال میزان استفاده و مفیدبودنشان نسبت به هزینهٔ نگهداری‌شان ناچیز است.
این نام‌گذاری اشاره به داستان پادشاه کشور سیام دارد که گفته می‌شود یکی از فیل‌های مقدس سفیدمو را به یکی از درباریان که از چشم شاه افتاده بود هدیه داد و با اینکه این هدیه به‌ظاهر مایهٔ افتخار بود، اما هزینه‌هایش به قدری زیاد بود که بیشتر موجب بدبختی و فلاکت صاحبش شد.
در اقتصاد سیاسی، فیل سفید به پروژه‌های سرمایه‌گذاری‌ای گفته می‌شود که گران به دست می‌آیند ولی حاصل چندانی ندارند. پروژه‌های فیل سفید به عنوان ابزار مریدپروری توسط سیاست‌مداران استفاده می‌شوند. این دسته از سیاست‌مداران با تعهدات مشکل‌سازی که در قبال گروه‌های خاص متقبل می‌شوند عملاً در جهت اجرای شیوه‌های ناکارا در توزیع گام برمی‌دارند.